# Западная Сирья
Западная Сирья — река в России, протекает по Красновишерскому району Пермского края. Исток реки находится в Александровском районе. Устье реки находится в 9,4 км от устья Большой Сирьи по левому берегу. Длина реки составляет 11 км.

## Данные водного реестра
По данным государственного водного реестра России относится к Камскому бассейновому округу, водохозяйственный участок реки — Кама от водомерного поста у села Бондюг до города Березники, речной подбассейн реки — бассейны притоков Камы до впадения Белой. Речной бассейн реки — Кама.
Код объекта в государственном водном реестре — 10010100212111100005140.